# Valeria Cittadin
Valeria Cittadin (Rovigo, 16 giugno 1965) è una sindacalista e politica italiana, sindaca di Rovigo dal 2024 nonché prima donna a ricoprire la carica nel comune polesano, vincendo al ballottaggio con l'appoggio della coalizione di centro-destra e Azione.

## Biografia
Dopo aver conseguito la laurea in pedagogia presso l'Università degli Studi di Padova, Cittadin inizia il suo percorso come insegnante, dapprima nella scuola primaria per poi passare alla secondaria. Ed è nell'ambito scolastico che inizia a muovere i primi passi in ambito politico, assumendo l'incarico di segretaria generale della sezione rodigina della Cisl Scuola e, dal 2009, promossa a segretaria generale della Cisl Rovigo, incarico che mantiene sino al 2013.
Nel 2019 si trasferisce alla segreteria della Cisl Venezia con delega alle politiche sociosanitarie e del mercato del lavoro per passare, tre anni più tardi, a far parte della segreteria Cisl Veneto. Nel frattempo ottiene l'incarico di dirigente dell'istituto comprensivo Rovigo 3 per l'anno scolastico 2023-2024.

### Sindaco di Rovigo
Dopo le dimissioni del sindaco Edoardo Gaffeo del gennaio 2024, si concretizza l'opportunità di essere figura di riferimento per l'area di centro-destra per la prossima candidatura alle elezioni amministrative del 2024. Al primo turno ottiene il 49,1% delle preferenze degli elettori, accedendo così al ballottaggio contro il sindaco uscente che, ripresentatosi appoggiato da liste civiche e Movimento 5 Stelle, ottiene il 28,09%. Vince poi al ballottaggio con il 58%.